# Beau
 (décembre 2019).
Pour les articles homonymes, voir Beau (homonymie) et Beauté.

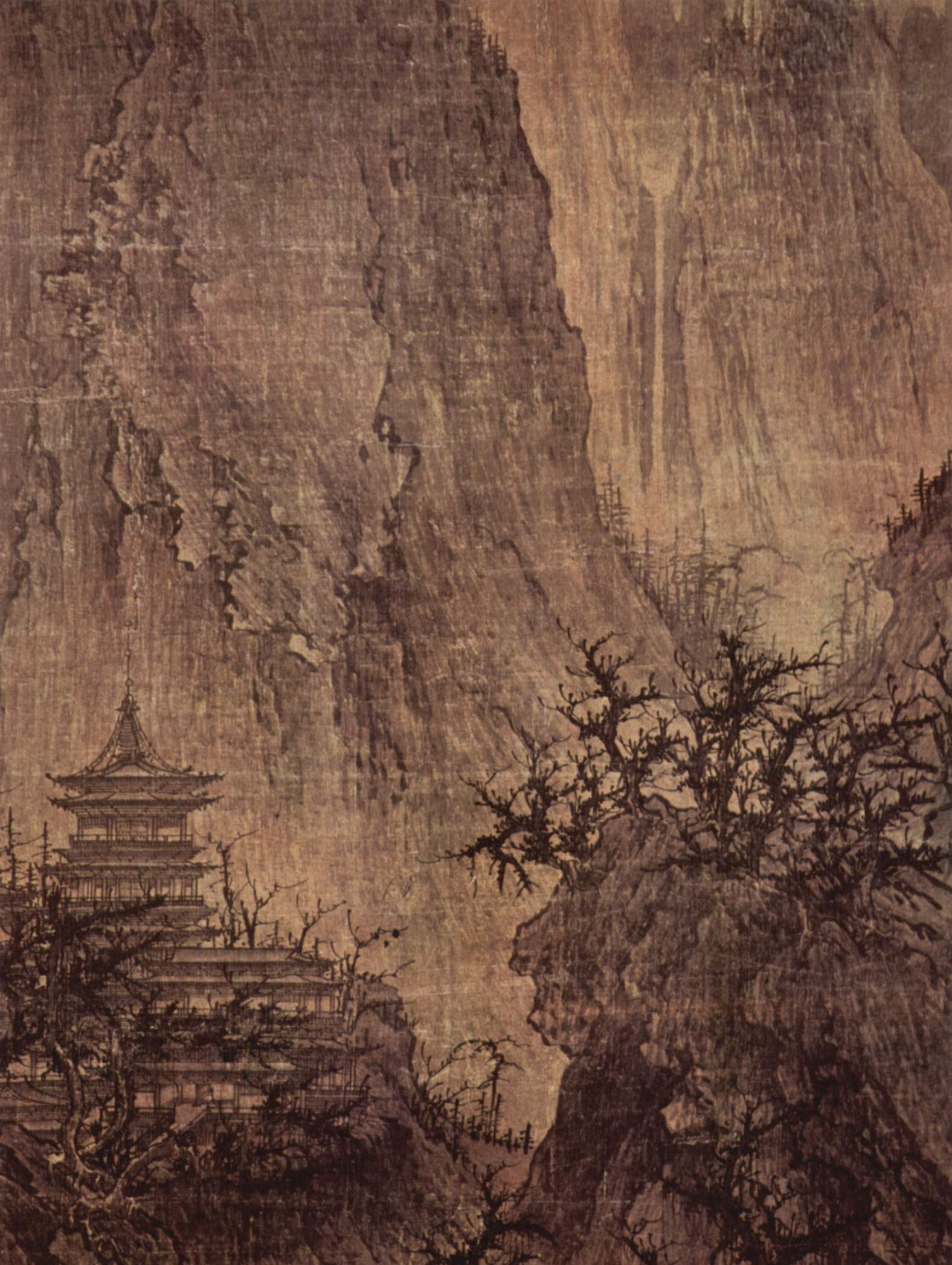
Temple bouddhique dans les montagnes, copie ancienne d'après Li Cheng. Une thèse courante associe contemplation de la beauté et élévation spirituelle.

Le beau ou la beauté est une notion abstraite liée à de nombreux aspects de l'existence humaine. Ce concept est étudié principalement par la discipline philosophique de l'esthétique, mais il est également abordé en partie par d'autres domaines (histoire, sociologie, psychologie, art).
Le beau est communément défini comme la caractéristique d'une chose qui au travers d'une expérience sensorielle (perception) ou intellectuelle procure une sensation de plaisir ou un sentiment de satisfaction ; en ce sens, la beauté provient par exemple de manifestations telles que la forme, l'aspect visuel, le mouvement, le son.
La distinction entre ce qui est beau et ce qui ne l'est pas varie suivant les époques et les individus. Ce que l'on entend même par sentiment du beau diffère selon les penseurs et bien des cultures n'ont pas de mot qui corresponde exactement au « beau » du français actuel.

## Philosophie

### Platon

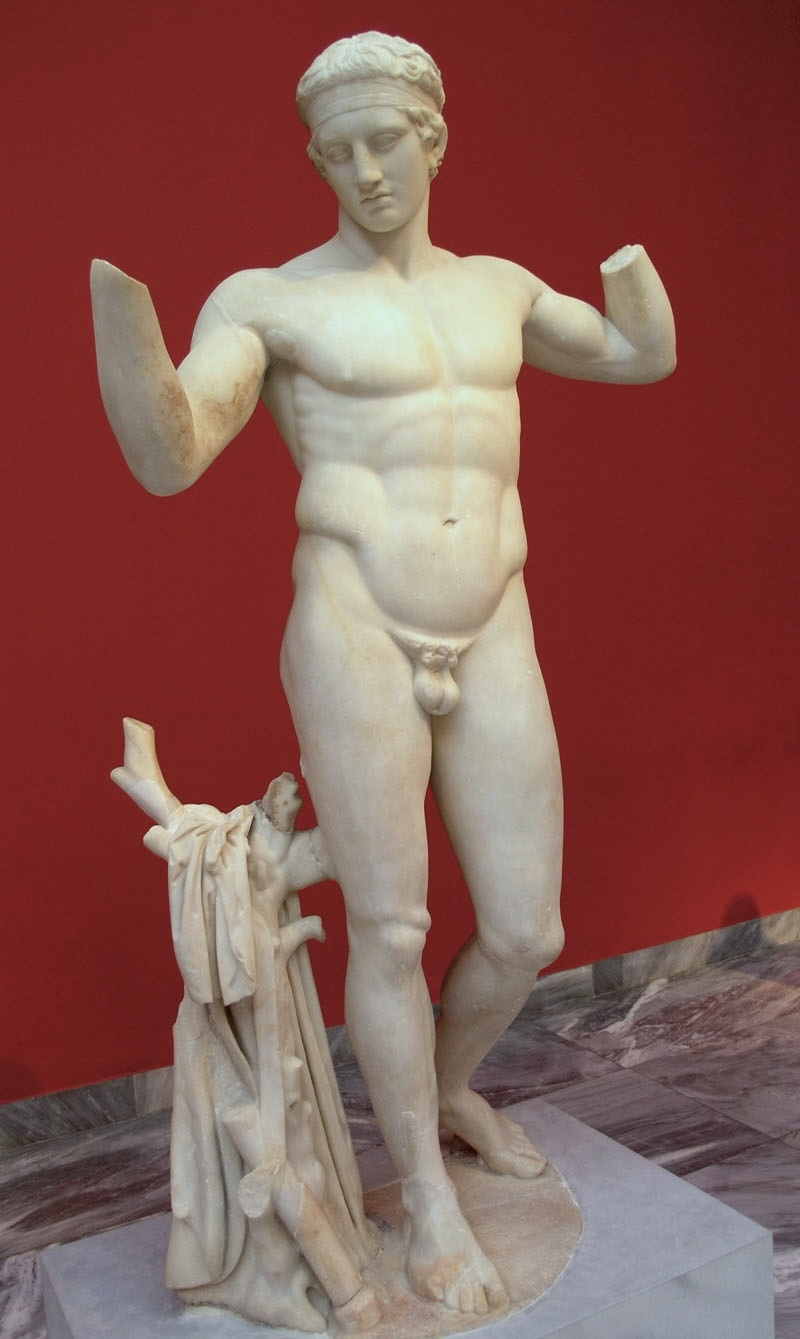
Chez les Grecs, la beauté est liée à l'idée d'équilibre, d'harmonie mathématique entre le tout et ses parties.
Ici, une copie du Diadumène de Polyclète, v. 100 av. J.-C., musée national archéologique d'Athènes.

Pour Platon, c'est par l'amour (éros) que l'on désire et découvre des choses de plus en plus belles. Dans ce contexte, l'amour est rattaché à la philosophie puisque c'est par le manque et le désir que l'on peut motiver la quête de la connaissance et de la sagesse.
Le terme grec kalos (καλός), beauté, désigne tout ce qui est harmonieux (sumetron), c'est-à-dire tout ce dont les parties ne sont pas associées de manière effrayante ou ridicule. Ce qui est beau procure du plaisir à qui le regarde ou le touche, un plaisir esthétique ou érotique (Philèbe, 46b- 47b).

Dans Le Banquet, Pausanias remarque : 

« Prise en elle-même, une action n'est ni belle ni honteuse. Par exemple, ce que, pour l'heure, nous sommes en train de faire, boire, chanter, converser, rien de tout cela n'est en soi une belle action ; mais c'est dans la façon d'accomplir cette action que réside telle ou telle qualification. Lorsqu'elle est accomplie avec beauté (kalos) et rectitude (orthos), cette action devient belle (kalon), et lorsque la même action est accomplie sans rectitude, elle devient honteuse (aiskhron). »

La belle chose est aussi la chose bonne, plaisante et avantageuse ; la beauté est une forme de bonté, elle est un bien avantageux pour celui qui la perçoit ou mieux, qui l'accomplit (Alcibiade., 113c-114e). C'est ce qu'exposent l'Hippias majeur (285a-b) et le Gorgias (474d-475a), qui qualifient également de beaux un corps, une couleur, une forme, une voix, une occupation, des connaissances et des lois, dans la mesure où chacun d'eux procure un plaisir et un avantage.
Chez Platon, le beau est associé au vrai et au bien comme une des idées les plus élevées. L'intuition de la beauté en soi est supérieure à la jouissance provoquée par les beaux objets particuliers. Dans Le Banquet, il montre comment on peut passer du désir des beaux corps à l’amour des belles âmes pour parvenir à la contemplation de la beauté en soi. Être beau, c’est alors se rapprocher d’un idéal, c’est être ce qui doit être, ce qui assimile la beauté à la perfection esthétique.
La beauté n'est pas simplement une qualité de l'objet, mais elle peut qualifier la valeur morale de l'âme d'un individu qui aime ou fait de belles choses. Cette beauté de l'âme consistera en la contemplation des plus belles choses qui soient, les formes intelligibles, et en l'accomplissement des plus belles choses dont elle est capable (Phèdre, 250d ; Parménide, 130b).
En reprenant les trois étapes de l'initiation à la Beauté : la purification, l'ascension et la contemplation, Platon donne une forme dialectique aux mystères orphiques de l'ascension de l'âme vers le divin.

### Hume
Des personnes différentes n'ont pas le même jugement sur le même objet. David Hume, prend en compte cette donnée : 

« La beauté n’est pas une qualité inhérente aux choses elles-mêmes, elle existe seulement dans l’esprit qui la contemple, et chaque esprit perçoit une beauté différente. »

Toutefois, cette approche ne conduit pas nécessairement à un relativisme absolu, Hume lui-même évoque l'éducation et l'unité de la nature humaine pour justifier un certain consensus qui semble régner sur les beaux objets.
Souligner le rôle de l'individu dans le jugement de goût ne revient pas à définir la beauté. Hume donc doit également donner une définition de la beauté. Pour lui l'idée de beauté est une projection du plaisir que produit un objet. Il écrit en effet : « le plaisir et la douleur ne sont pas seulement les compagnons nécessaires de la beauté et de la laideur, ils en sont l’essence même. » Cette définition toutefois n'est pas universellement acceptée.

### Kant
Emmanuel Kant, dans la Critique de la faculté de juger (1790), dissocie vigoureusement l'idée de beauté et la sensation de plaisir. Pour Kant, la beauté est une « satisfaction désintéressée », aucun intérêt pour l'existence de l'œuvre ne doit entrer en compte dans le jugement de goût. De plus il souligne qu’il y a dans tout jugement de goût une prétention à l’universalité. Elle n’est simplement pas démontrable : 

« Est beau ce qui plaît universellement sans concept. »

### Hegel
Hegel affirme une différence conceptuelle entre le beau de nature et le beau artistique. Pour lui, le beau artistique est « très au-dessus de la nature », parce qu’il est œuvre de l’esprit. Il a pour but « la présentation de la vérité » sous sa forme sensible et permet à l’homme d’accéder à la conscience de soi.

### Karl Jaspers
Le philosophe Karl Jaspers, qui après la Seconde Guerre mondiale tenta, en tant que psychiatre, de trouver un sens à cette atrocité que fut la guerre, fut également amené à réfléchir sur le concept du beau. Selon lui, le beau s’applique en fait sur deux dualités différentes : celle être primaire (matière morte) contre être complexe (individu), puis sur la dualité naturelle du fond contre la forme.[réf. nécessaire]
Pour la première dualité, on peut résumer en disant, simplement, que le beau des êtres simples (décors, paysages) s’appelle l’ambiance, l’atmosphère qu’ils dégagent. Quant à la beauté d’un être complexe, par exemple un être humain, elle se nomme sa personnalité. Un individu contrairement à un décor inerte est un générateur autonome de sens, il génère sa propre ambiance, et on la nomme en effet la personnalité. Cette personnalité est le charme, la saveur de la personne. Il s’agit presque de sa façon d’être, de sa logique d’existence.
Quant à la seconde dualité sur laquelle peut s’appliquer le concept du beau, Jaspers dit qu'il s’agit de la dualité du fond et de la forme. Le beau du fond, c’est-à-dire de l’essence de l’être touche à la saveur et il s’agit de celle décrite à l’instant et dans laquelle pouvait s’inscrire la première dualité être simple contre être complexe. La saveur est donc, pour Jaspers, le mot clé pour décrire le fond d’un être, et cette saveur est forcément soumise au beau. Quant à la beauté de la forme, simplement, il s’agit de l’esthétisme. Un objet peut être esthétique par son apparence, donc par sa forme.

## Psychologie

### La théorie de l'évolution et l'idée d'attractivité
La théorie de l'évolution ne permet pas directement d'expliquer le sentiment de beauté en tant que tel, mais il permet d'éclairer la notion d'attractivité (attractiveness dans les études anglophones). Les études toutefois portent surtout sur l'attraction envers un être humain, dont le bénéfice apparaît plus clairement du point de vue de l'évolution. Les études psychologiques ont essayé d'évaluer les critères selon lesquels on juge de la beauté d'une personne, et plus précisément, sur ce qui rendait un individu « attractif ». En effet, l'attirance sexuelle s'explique plus facilement que le sentiment de beauté par la théorie de l'évolution. Selon celle-ci, le sex-appeal doit être considéré comme une conséquence de l'adaptation à un environnement. Les personnes jugées sexuellement attirantes seraient d'abord celles qui apporteraient les plus grands avantages, en particulier celles qui permettraient d'assurer une progéniture nombreuse et en bonne santé.

#### La symétrie
Des psychologues ont essayé d'analyser quels traits physiques étaient considérés comme attirants. Ainsi, selon Judith Langlois, psychologue du XXe siècle, les visages se rapprochant le plus de la moyenne étaient jugés plus attirants que ceux ayant des particularités physiques marquées. Cela peut s'expliquer par le fait que les mutations génétiques étant le plus souvent délétères, les individus ont tendance à rechercher des partenaires en présentant le moins possible, donc se rapprochant physiquement de la moyenne. Une autre explication est que la symétrie bilatérale fondamentale du corps est altérée par des accidents de croissance souvent dus à des maladies, ce qui révèle l'affaiblissement du système immunitaire. Selon Thierry Lodé, en choisissant des partenaires sexuels aux traits symétriques, l'animal sélectionne un partenaire disposant d'un système immunitaire transmissible à sa progéniture et indemne de maladies. Les fluctuations asymétriques mettent en évidence l'état de santé et les faiblesses génétiques des partenaires.
Une étude menée au sein de l'Université de St Andrews a néanmoins montré que le visage considéré comme le plus beau n'était pas la moyenne de tous les visages mais plutôt la moyenne des visages eux-mêmes considérés comme les plus beaux. Le sociologue Jean-François Amadieu en déduit que « si un visage moyen est globalement attirant, il n'est pas certain, en revanche, que ce soit le plus attirant, et nous serions peut-être moins attirés par des formes moyennes que sortant de l'ordinaire ».

#### L'excessivité
Dans les années 1960, les éthologues remarquaient que les situations stimulantes artificielles pouvaient surpasser les situations naturelles. L’attraction qu’exerce la beauté proviendrait biologiquement de l’effet du stimulus supranormal.
Découvert par Konrad Lorenz, Nikolaas Tinbergen et Irenäus Eibl-Eibesfeldt, le stimulus supranormal ou hyperstimulus est un stimulus excessif qui déclenche une réponse plus intense. Ainsi, un œuf vert de taille imposante est préféré par une oie à ses propres œufs. Pour Thierry Lodé, l’existence de ce stimulus révèle que la tendance à l’exagération est une composante fondamentale du biologique qui peut expliquer l’exubérance des traits sexuels chez les animaux, comme la queue du paon ou la pince du crabe violoniste.
La sélection sexuelle s’imbriquerait dans une coévolution antagoniste des traits spécifiques liée au conflit sexuel. Elle amplifierait le maintien de ces caractères outranciers en attisant le désir sexuel. La beauté physique ne serait que le résultat de l’impression exercée par la combinaison de ces caractères extravagants impliquant le développement du désir. Ainsi, la beauté, en tant que stimulus supranormal, serait d’abord un canon de la sexualité. Cette tendance à l’exagération se retrouve dans les œuvres artistiques depuis les premiers Grecs jusqu’à Picasso ou Botero.

## La diversité des émotions esthétiques

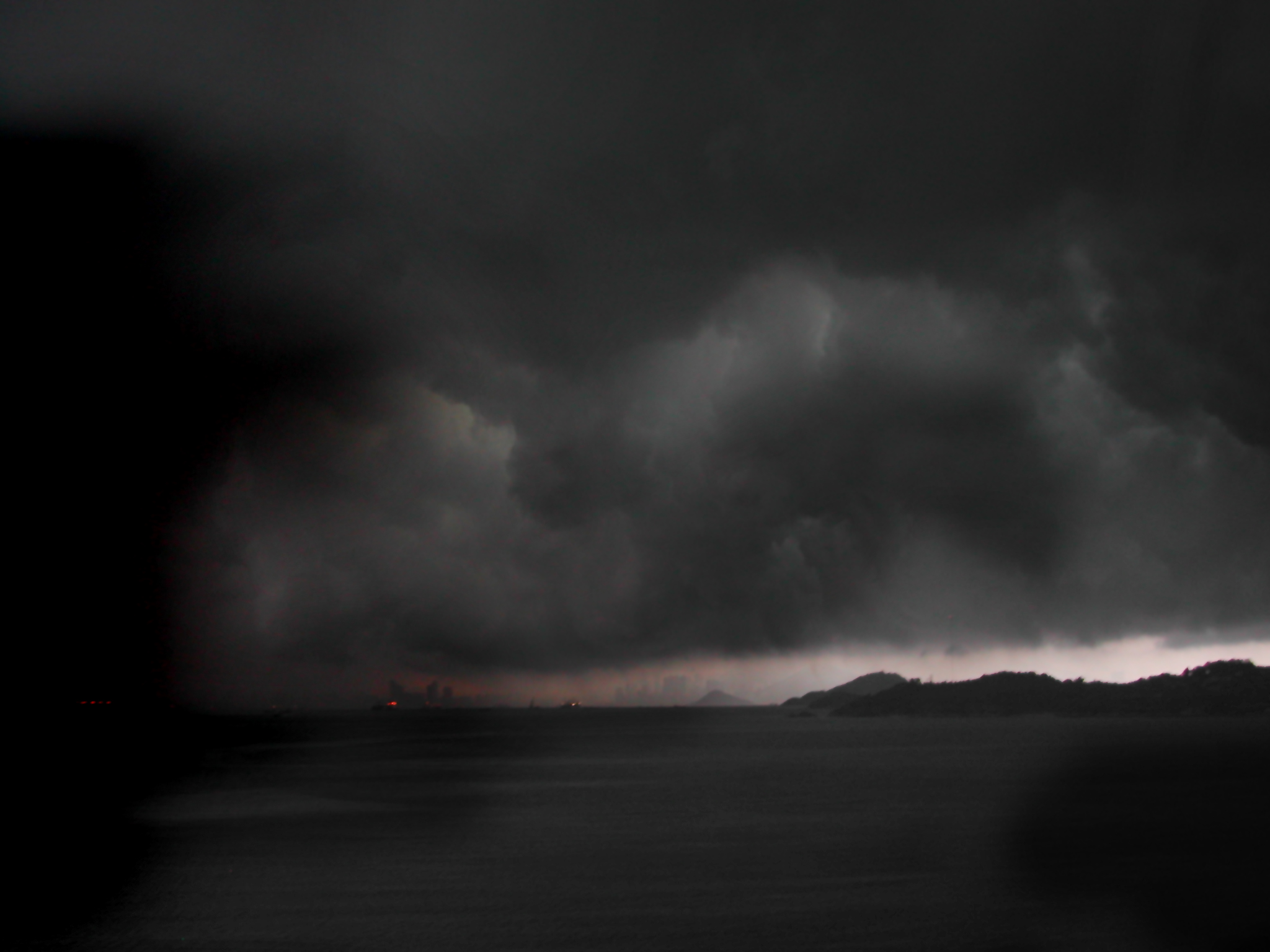
Photo d'un typhon sur Hong Kong. Le spectacle des catastrophes naturelles les plus destructrices peut provoquer une émotion esthétique puissante, et très différente de celle née de la contemplation de la beauté classique. Burke et Kant parlent de sublime.

Certains penseurs ont cherché à distinguer différents sentiments esthétiques, ce qui permet d'ôter à l'idée de beau sa trop grande généralité.

### Le sublime
Edmund Burke, dans Recherche philosophique sur l'origine de nos idées du sublime et du beau (1757), distingue le beau du sublime. Pour lui, le beau est harmonieux et attirant, le sublime disproportionné et terrible. Cette distinction sera reprise par Emmanuel Kant dans sa Critique de la faculté de juger (1790).

### Lectures approfondies

#### Textes antiques
- Platon, Hippias majeur, Phèdre, Le Banquet (-IVe siècle)
- Plotin, « Du beau » (dans la première Ennéade) (IIIe siècle)

#### Philosophie moderne
- Kant, « Analytique du beau » (dans la Critique de la faculté de juger) (1790)
- Hegel, « L'Idée de beau » (dans l'Esthétique) (d'après des cours des années 1820)

#### Dans la fiction
- L'écrivain Ted Chiang décrit dans sa nouvelle Aimer ce que l'on voit : un documentaire (La Tour de Babylone, 1990) un monde dans lequel les individus pourraient choisir de percevoir ou non la beauté des individus, et les conséquences de cette possibilité pour la société.